# 樂采垠
樂采垠（： Rock Chae-Eun，1989年8月29日—），本名李采垠（： Lee Chae-Eun），是一名韓國模特兒、主播和美妝部落客。因為喜歡女星朴韓星和Wonder Girls的安昭熙而被暱稱為「1秒昭熙」。現在是「Chuu Korea」、「WingsGirl」和「K-Star」的模特兒。

## 經歷
畢業於同德女子大學鋼琴系。在2012年獲得「Gaya Farm」廣告模特兒選拔賽大獎，曾於2013年參加韓國小姐選拔並入圍，之後她以模特兒身分在G-Star初登場，播報工作也佔了她生活相當多的時間。因為2013年的MV活動，她在「Galaxy United」（은하연합）的歌曲《大雨警報》中飾演女主角。2014年她演出San E的MV《Body Language》來強調性感。此後，便在HASH TAG STAR NEWS上以主題標籤進行韓流明星的相關報導。2017年5月，與南韓模特兒李浩嚴（이호연）結婚。

## 演出

### 電視
- 2013年： QTV《鑽石女孩第2季》[4]
- 2013年： OnStyle《Get It Beauty》
- 2014年： XTM《HOMME 2014》

### MV
- 2013年： Galaxy United《大雨警報》
- 2014年： San E《Body Language(Feat. BUMKEY)》
- 2014年： 韓東根《Unread》
- 2015年： Simon D 《WON(￦) & ONLY(Feat. Jay Park)》
- 2017年： Dumbfoundead《Water (feat. G.Soul)》
- 2018年： Standing Egg《From the star》

## 品牌模特兒
- 2013年： CeCi DIGITAL
- 2014年： Open Market Friday
- 2014年： Vintage Shop Sugar
- 2014年： BIG SIZE THE NAME
- 2014年： THE DINNER PARTY
- 2014年： May Studio
- 2014年： Lumiere Studio
- 2014年： Sum Studio
- 2014年： Chuu

## 獎項
- 2012年：Gaya Farm廣告模特兒選拔賽最優獎第二名
- 2013年：BEARPAW品牌試鏡Miss Meadows第三名

## 外部連結
- 樂采垠的X（前Twitter）
- 樂采垠的Instagram帳戶
- 樂采垠的Facebook專頁
- 樂采垠的新浪微博
- 個人部落格 （页面存档备份，存于） Naver